# Cần Thơ nemzetközi repülőtér
A Cần Thơ nemzetközi repülőtér (IATA: VCA, ICAO: VVCT) Vietnám egyik nemzetközi repülőtere, amely Cần Thơ közelében található. Éves utasforgalma 815 000 fő (2018).

## Futópályák
A repülőtér futópályái:
- 6/24 (2404 m, 45 m, aszfalt)

## Forgalom
Az utasforgalom az elmúlt években az alábbi módon változott:
| Utasok száma | 200 751 | 241 307 | 305 015 | 481 447 | 550 090 | 612 512 | 815 000 |
|              | 2012    | 2013    | 2014    | 2015    | 2016    | 2017    | 2018    |